# お悩み相談…はげまし隊 ハートプロジェクト
お悩み相談…はげまし隊 ハートプロジェクトとは、レンタル家族をはじめとする人材代行サービスを行っている団体である。

## 概要
代表を務める市ノ川竜一（いちのかわ りゅういち）による2006年3月より開始。依頼者の希望により、家族や恋人、友人など様々な立場の人物の代行をおこなっている。当初は市ノ川が一人で父親の代行をメインに行っていたが、依頼数の増加や代理出席など1度に複数の人数が必要な依頼も出てきたことから、現在はスタッフが全国に70余名存在し、20代〜60代までの男女が対応にあたっている。

## サービス案内
レンタル家族
レンタル家族
付き添いサービス
夫・妻代行
代理出席
結婚式・披露宴など。
ぬくもりサービス
婚活（彼氏・彼女代行）

## ドキュメンタリー映画
当団体および代表の市ノ川の仕事の日々を描いたドキュメンタリー映画として『I want cheer you up LTD 』（監督：カスパー・アスルップ・シュレーデル(Kaspar Astrup Schröder)）がある。3年半かけて撮影され、デンマークのプラスピクチャーズによって制作、2012年に公開された。上映時間は80分。日本語で進むストーリーに、デンマーク語の字幕が添えられている。2013年にはオリジナルサウンドトラックも発売された。
2013年、弟9回チューリヒ国際映画祭にてインターナショナル・コンペティション部門で最優秀賞を受賞。同作は第66回デンマーク映画批評家協会賞(Bodil賞/ Bodil-priserne)、第56回サンフランシスコ国際映画祭等、各地の映画祭においてにおいても多数ノミネートされている。なお、日本国内での公開は未定。